# Palicourea latifolia
Espèce
Statut de conservation UICN

 VU B1+2c : Vulnérable
Palicourea latifolia est une espèce de plantes de la famille des Rubiaceae.

## Publication originale
- Botanische Jahrbücher für Systematik, Pflanzengeschichte und Pflanzengeographie 40: 338. 1908.